# Johann Christian Klemm
Johann Christian Klemm  (* 22. Oktober 1688 in Stuttgart; † 1. Oktober 1754 in Tübingen) war ein deutscher Philosoph, Philologe und evangelischer Theologe.

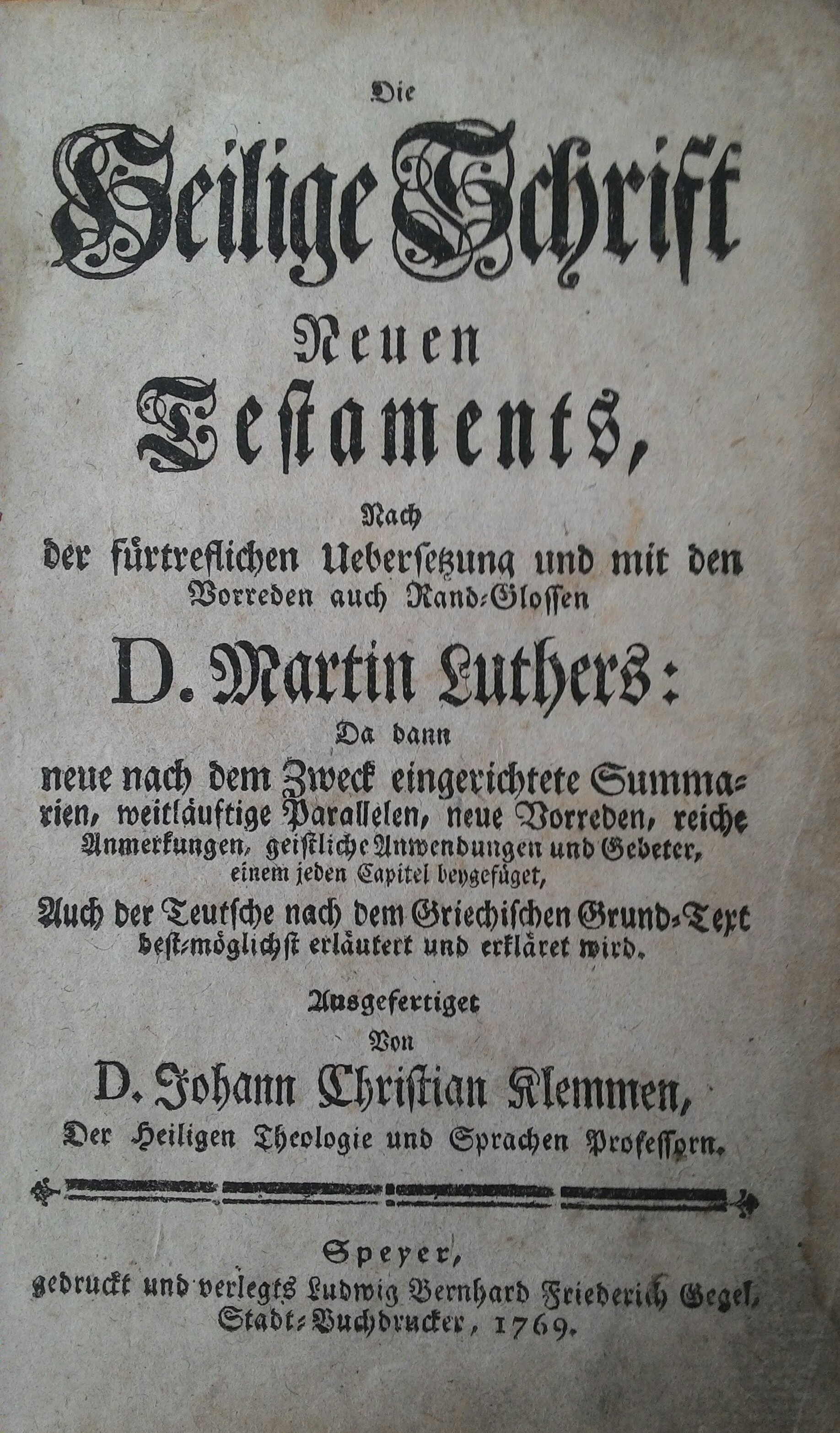
Titelblatt einer durch Klemm edierten Luther-Bibel

## Leben
Johann Christian Klemm war ein Sohn von Johann Conrad Klemm, der seit 1700 Professor der Theologie und Ephorus des Stifts in Tübingen war.
Johann Christian Klemm war ab 1717 Professor der Philosophie sowie der griechischen und der orientalischen Sprachen in Tübingen. Ab  1725 war er außerordentlicher Professor der Theologie in Tübingen und ab Mai 1730 ordentlicher Professor. Ab 1736 war er  bis zu seinem Tode Prälat in Hirsau.

## Familie
Sein älterer Bruder Johann Conrad Klemm (* 1684 in Metzingen; † 1763 in Leonberg) war bei seinem Vater ab 1708 Respondent in Tübingen, ab 1710 Pfarrer in Asch, ab 1728 Dekan in Leonberg, und ab 1753 Prälat in Herrenalb.
Johann Christian Klemm heiratete eine Tochter des Johann Christoph Pfaff, der 1697 als Professor der Theologie und Philosophie nach Tübingen berufen worden und ab 1707 dort auch Dekan sowie Oberaufseher über das Tübinger Stift war. Mit ihr hatte er eine Tochter, die den Juristen Johann Friedrich Helfferich (* 1719 in Tübingen; † 1769 ebenda) heiratete, einen Professor der Rechte am Collegium illustre in Tübingen.

## Werke
- Das Angedencken des dritten Jubel-Fests der edlen Buchdrucker-Kunst auf der Universität Tübingen, welches theils wie dieses Jubel-Fest … 1740 am Tage St. Jacobi … gefeyret worden … anführt, theils einen historischen Entwurff des Anfangs und Fortgangs dieser … Kunst in Schwaben … enthält …, Tübingen, Joseph Sigmund, 1740.

- Biblia, Das ist die gantze Heilige Schrifft Alten und Neuen Testaments, Nach der Ubersetzung und mit den Vorreden und Randglossen D. Martin Luthers, … und eine Harmonie des Neuen Testaments …, Tübingen, Johann Georg und Christian Gottfried Cotta, Druck und Verlag.